# 박주현 (1963년)
박주현(朴珠賢, 1963년 4월 11일 ~ )은 대한민국의 변호사 겸 대학 교수이자 제20대 국회의원이다. 민생당 공동대표 등을 역임하였다.

## 학력
- 1975 군산제일국민학교 졸업
- 1978 군산진포중학교 졸업
- 1981 전주여자고등학교 졸업
- 1985 서울대학교 법과대학 법학 학사
- 1990 서울대학교 대학원 법학 석사
- 2014 탐페레대학교 대학원 교육학 박사과정

## 경력
- 1985 제27회 사법시험 합격
- 지역사회탁아소연합회 고문
- 경제정의실천시민연합 상임집행위원
- 민주사회를 위한 변호사모임 사회복지위원회 위원장
- 대한변호사협회 이사
- 참여연대 사회복지위원회 위원
- 2002.04 언론중재위원회 위원
- 성공회대학교 사회복지학과 외래교수
- MBC 시청자주권위원
- 2003.02 ~ 2003.12 대통령비서실 국민참여수석비서관
- 2003.12 대통령비서실 참여혁신수석비서관
- 2005.01 미래포럼 공동대표
- 2005.09 대통령직속 규제개혁위원회 위원
- 2005 시민경제사회연구소 소장
- 2006 변호사박주현법률사무소 변호사
- 2006 대통령직속 저출산고령사회위원회 운영위원장
- 2011.12 민주통합당 윤리위원회 위원장
- 민주통합당 서민생활특별위원회 민간위원장
- 2015.12 ~ 2016.02 국민회의 창당준비위원회 정책위원회 위원장
- 2016.02 ~ 2016.07 국민의당 최고위원
- 2016년 4월 13일: 대한민국 제20대 국회의원 선거 당선(비례대표, 국민의당, 초선)
- 2016.05 ~ 2020.05 제20대 국회의원(비례대표, 국민의당→바른미래당→민생당, 초선)
  - 2016.06 ~ 2018.05 제20대 국회 전반기 기획재정위원회 위원
  - 2017.08 ~ 2017.12 제20대 국회 정치개혁특별위원회 위원
  - 2018.07 ~ 2020.05 제20대 국회 후반기 농림축산식품해양수산위원회 위원
- 2017.01 ~ 2017.05 국민의당 정책위원회 수석부의장
- 2017.01 ~ 2017.05 국민의당 제3정책조정위원회 위원장
- 2017.08 ~ 2018.02 국민의당 전국여성위원회 위원장
- 2017.08 ~ 2018.02 국민의당 최고위원
- 2018.08 ~ 2020.02 민주평화당 수석대변인
- 민주평화당 전북도당 전북희망연구소장
- 2018.09 ~ 2019.05 민주평화당 제2정책조정위원회 위원장
- 2019.05 ~ 2020.05 민주평화당 제2정책조정위원회 위원장(기재정무과방)
- 2019.06 ~ 2020.02 민주평화당 최고위원
- 2020.02 ~ 2020.03 민생당 공동대표

## 역대 선거 결과
| 실시년도 | 선거   | 대수 | 직책     | 선거구   | 정당     | 득표수       | 득표율          | 순위         | 당락 | 비고 |
| -------- | ------ | ---- | -------- | -------- | -------- | ------------ | --------------- | ------------ | ---- | ---- |
| 2016     | 총선   | 20대 | 국회의원 | 비례대표 | 국민의당 | 6,355,572 표 | \| \| 26.74% \| | 비례대표 3번 |      | 초선 |
|          | 26.74% |      |          |          |          |              |                 |              |      |      |

## 소속 정당
| 소속 정당 | 소속 정당      | 소속 기간 | 비고           |
| --------- | -------------- | --------- | -------------- |
|           | 민주통합당     | 2011~2013 | 창당 정계 입문 |
|           | 민주당         | 2013~2014 | 당명 변경      |
|           | 새정치민주연합 | 2014~2015 | 합당           |
|           | 무소속         | 2015~2016 | 탈당           |
|           | 국민회의       | 2016      | 창당준비위원회 |
|           | 국민의당       | 2016~2018 | 합당           |
|           | 바른미래당     | 2018~2020 | 합당           |
|           | 민생당         | 2020~2024 | 합당           |
|           | 기후민생당     | 2024~2025 | 당명 변경      |
|           | 민주평화당     | 2025~현재 | 당명 변경      |

## 같이 보기
- 대한민국 제20대 국회의원 선거 국민의당 후보 목록#비례대표